# ليرو غردوة (كبغيان)
ليرو غردوة (بالفارسية: لیروگردوه) هي قرية تقع في إيران في قسم كبغيان الريفي. يقدر عدد سكانها بـ 24 نسمة بحسب إحصاء 2016.